# Sneguročka (film 1968)
Sneguročka (Снегурочка) è un film del 1968 diretto da Pavel Petrovič Kadočnikov.